# 필립 W. 실러
필립 W. 실러(영어: Philip W. Schiller, 필 실러, 1960년 6월 8일 ~)은 미국 출신의 기업인이다. 애플의 부사장 직급으로 재직하고 있으며 월드와이드 제품 마케팅 부문을 맡고 있다. 그는 애플이 주관하는 각종 프레젠테이션에 자주 등장한다. 그는 팀 쿡를 직속 상관으로 두고 있으며, 1997년 스티브 잡스가 애플에 복귀 및 사망한 이후 로 계속 애플의 중역진(executive leadership team)에 소속되어 있다.

## 애플
필립 실러는 애플에서 마케팅 부사장(CMO)직함을 갖고 있다. 얼마 전까지 전무직함을 가지고 있었다. 그는 애플에서 제품 마케팅, 개발자 관계(Developer Relations), 비즈니스 마케팅 프로그램즈를 총괄하고 있다.

## 경력
필립 실러는 24년여 동안 제품 마케팅과 관리 부문에 종사해 온 기업인이다. 애플에서는 각종 부문에서 17년 간 일하였다. 애플에 다시 입사하기까지에는 매사추세츠 종합 병원(프로그래머 겸 시스템 분석가), 놀란 노튼 & 컴패니, 파이어파워 시스템즈(제품 마케팅 총괄), 매크로미디어(제품 마케팅 부문 상무) 등을 거쳤다.
애플에서 필립 실러는 아이맥, 아이북 파워북 G4, 아이팟, 맥 오에스 텐, 사파리, 아이폰 및 기타 제품 전개 및 마케팅에 있어 공헌을 하였다.
필립 실러는 스티브 잡스가 행하는 프레젠테이션(이른바 스티브노트)에 조역으로서 자주 등장한다. 2007년 맥월드 엑스포에서 아이폰이 등장할 때, 조나단 아이브(Jonathan Ive)와 함께 아이폰을 가지고 스티브 잡스와 통화하는 역을 맡기도 했다. 2009년 1월 6일, 샌프란시스코에서 열린 2009년도 맥월드 엑스포에서는 직접 키노트 프레젠테이션을 하였다. (부분 부분마다 애플의 직원들이 그를 도와 주었다.) 키노트에서 그는 아이라이프, 아이워크 제품군, 17인치 새 디자인의 맥북 프로를 소개했고, 아이튠즈 뮤직 스토어의 디지털 권리 관리 정책 변경과 가격 변경을 언급하였다.

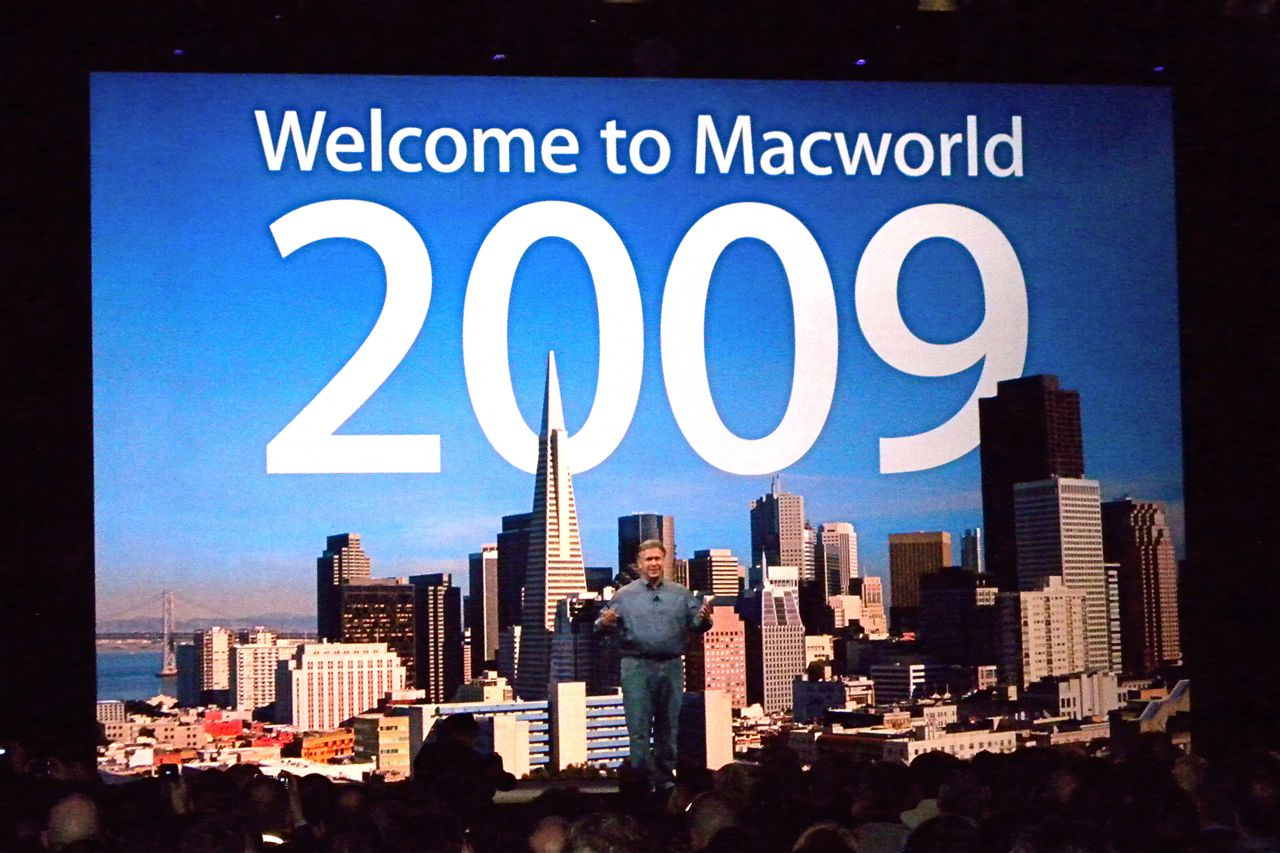
2009년도 맥월드 엑스포에서 필립 실러가 키노트를 하고 있다.

## 학력
필립 실러는 보스턴 칼리지 생물학과를 1982년에 졸업하였다. 영어학 전공으로 박사과정을 하다 중퇴하였다.